# Bolyeria multocarinata
Rắn siết mồi đào hang (tên khoa học Bolyeria multocarinata) là một loài rắn đã tuyệt chủng trong họ Bolyeriidae, trong chi đơn loài Bolyeria, đây là loài đặc hữu của Mauritius. Loài này được thấy lần cuối trên Round Island năm 1975. Không có phân loài nào được công nhận.